# Paratriaenops pauliani
Paratriaenops pauliani  (Goodman & Ranivo, 2008) è un pipistrello della famiglia degli Rinonitteridi endemico dell'atollo di Aldabra.

## Etimologia
L'epiteto specifico deriva dal cognome di Renaud Paulian, autore di importanti studi sulla biogeografia del Madagascar e di alcune isole vicine.

## Descrizione

### Dimensioni
Pipistrello di piccole dimensioni, con la lunghezza della testa e del corpo di 37 mm, la lunghezza dell'avambraccio tra 41,4 e 45,1 mm, la lunghezza della coda tra 17 e 21 mm, la lunghezza del piede tra 5,7 e 6,2 mm, la lunghezza delle orecchie tra 14,5 e 15,4 mm e un peso fino a 6,5 g.

### Aspetto
Il colore delle parti superiori è grigio-brunastro, mentre le parti ventrali sono grigie. La foglia nasale, come nelle altre forme del genere Paratriaenops è composta da una parte anteriore a forma di ferro di cavallo, sebbene più larga rispetto alle altre specie, e da tre lancette posteriori, con le più esterne distintamente più corte di quella centrale e visibilmente curvate verso l'interno.

## Distribuzione e habitat
Questa specie è conosciuta soltanto sull'isola di Picard, nell'atollo di Aldabra, nell'Oceano Indiano occidentale.
Vive nella vegetazione dell'isola, prevalentemente composta da boschi di Casuarina, piantagioni di Noci da cocco e arbusteti misti.

## Conservazione
La IUCN considera gli individui dell'atollo di Aldabra come appartenenti a Paratriaenops furculus.